# Provincia del Hôvsgôl
La provincia del Hôvsgôl (in mongolo: Хөвсгөл аймаг) è una suddivisione della Mongolia del nord. Confina a nord con la Russia, ad ovest con la provincia del Zavhan, a sud con quella dell'Arhangaj e ad est con la provincia di Bulgan. Il capoluogo è Môrôn, città che conta circa 25.000 abitanti e che è situata sul fiume Delgermörön.
Nella regione c'è il Parco Nazionale del Hôvsgôl Nuur, che fu istituito nel 1992 la cui fauna può variare fra orsi, stambecchi, zibellini, alci e molte specie di uccelli. Il lago Hôvsgôl, che occupa una superficie di 2.760 km² ed è circondato da montagne le cui vette superano i 2.000 m, è ricco di pesci e circondato da ampi prati in cui pascolano yak e cavalli. Gli immissari sono circa 100, ma uno solo (Ėgijn gol) è l'emissario. Altri laghi della provincia sono: il Dood Cagaan nuur, ad ovest dell'Hôvsgôl e il Sangijn dalaj nuur a sud, tra i distretti di Cagaan-Uul e Bùrėntogtoh.
Tra le attività economiche c'è la pesca, l'agricoltura e l'allevamento. Il pesce viene venduto sia fresco che affumicato dagli abitanti locali:. Data l'importanza turistica della zona del Hôvsgôl Nuur, si pratica anche la pesca sportiva.

## Popolazione
La regione è abitata da diversi gruppi etnici:
| Minoranze etniche nel Hôvsgôl, censimento 2000 | Minoranze etniche nel Hôvsgôl, censimento 2000 | Minoranze etniche nel Hôvsgôl, censimento 2000 |
| Gruppi                                         | Popolazione                                    | Percentuale                                    |
| ---------------------------------------------- | ---------------------------------------------- | ---------------------------------------------- |
| Darhad                                         | 16,268                                         | 13.8%                                          |
| Hotgojd                                        | 6229                                           | 5.3%                                           |
| Urianhaj                                       | 3036                                           | 2.6%                                           |
| Buriati                                        | 996                                            | 0.84%                                          |
| Tsaatan                                        | 269                                            | 0.23%                                          |
| Total population                               | 117914                                         | 100%                                           |

## Geografia antropica

### Suddivisioni amministrative
La provincia del Hôvsgôl è suddivisa nei seguenti distretti (sum):
| Sum                              | Mongolo            | Popolazione 2000 | Popolazione 2005 | Popolazione 2009 | Area (km²)    | Densità (/km²) |
| -------------------------------- | ------------------ | ---------------- | ---------------- | ---------------- | ------------- | -------------- |
| Distretto di Alag-Ėrdėnė Hatgal* | Алаг-Эрдэнэ Хатгал | 2,825 2,498      | 2,992 2,831      | 2,980 2,952      | 3,591.5 911,4 | 0.83 3.24      |
| Distretto di Arbulag             | Арбулаг            | 4.487            | 4.164            | 3.989            | 3.529,21      | 1,13           |
| Distretto di Bajanzùrh           | Баянзүрх           | 4.202            | 3.863            | 3.964            | 4.299,14      | 0,92           |
| Distretto di Bùrėntogtoh         | Бүрэнтогтох        | 4.678            | 4.251            | 4.245            | 3.768,60      | 1,12           |
| Distretto di Cagaannuur          | Цагааннуур         | 1.317            | 1.405            | 1.547            | 5.408,30      | 0,29           |
| Cagaan-Uul                       | Цагаан-Уул         | 5.696            | 5.145            | 5.332            | 5.866,3       | 0,91           |
| Distretto di Cagaan-Ùùr          | Цагаан-Үүр         | 2.421            | 2.442            | 2.459            | 8.735,33      | 0,28           |
| Distretto di Čandman'-Ôndôr      | Чандмань-Өндөр     | 3.063            | 2.944            | 3.006            | 4.487,54      | 0,67           |
| Distretto di Cėcėrlėg            | Цэцэрлэг           | 5.876            | 4.693            | 4.766            | 7.451,62      | 0,64           |
| Distretto di Ėrdėnėbulgan        | Эрдэнэбулган       | 2.739            | 2.849            | 2.763            | 4.694,38      | 0,59           |
| Distretto di Galt                | Галт               | 5.328            | 4.876            | 5.132            | 3.596,83      | 1,43           |
| Distretto di Hanh                | Ханх               | 2.140            | 2.346            | 2.460            | 5.498,71      | 0,45           |
| Distretto di Ih-Uul              | Их-Уул             | 3.959            | 4.126            | 4.170            | 2.023,82      | 2,06           |
| Distretto di Môrôn               | Мөрөн              | 28.147           | 35.872           | 36.082           | 102,90        | 350,55         |
| Distretto di Rašaant             | Рашаант            | 3.280            | 3.559            | 3501             | 982,52        | 1,77           |
| Distretto di Rėnčinlhùmbė        | Рэнчинлхүмбэ       | 4.284            | 4.614            | 4.740            | 8.448,34      | 0,56           |
| Distretto di Šinė-Idėr           | Шинэ-Идэр          | 4.348            | 4.068            | 3.824            | 2.053,56      | 1,86           |
| Distretto di Tarialan            | Тариалан           | 6.070            | 5.936            | 6.085            | 3.430,67      | 1,77           |
| Distretto di Tômôrbulag          | Төмөрбулаг         | 4.171            | 4.353            | 4.174            | 2.521,72      | 1,66           |
| Distretto di Tosoncėngėl         | Тосонцэнгэл        | 4.161            | 3.615            | 4.144            | 2.042,23      | 2,03           |
| Distretto di Tùnėl               | Түнэл              | 3.556            | 3.465            | 3.528            | 3.577,33      | 0,99           |
| Distretto di Ulaan-Uul           | Улаан-Уул          | 3.726            | 3.898            | 4.118            | 10.057,52     | 0,41           |
| Distretto di Žargalant           | Жаргалант          | 5.086            | 5.109            | 5.183            | 2.549,28      | 2,03           |

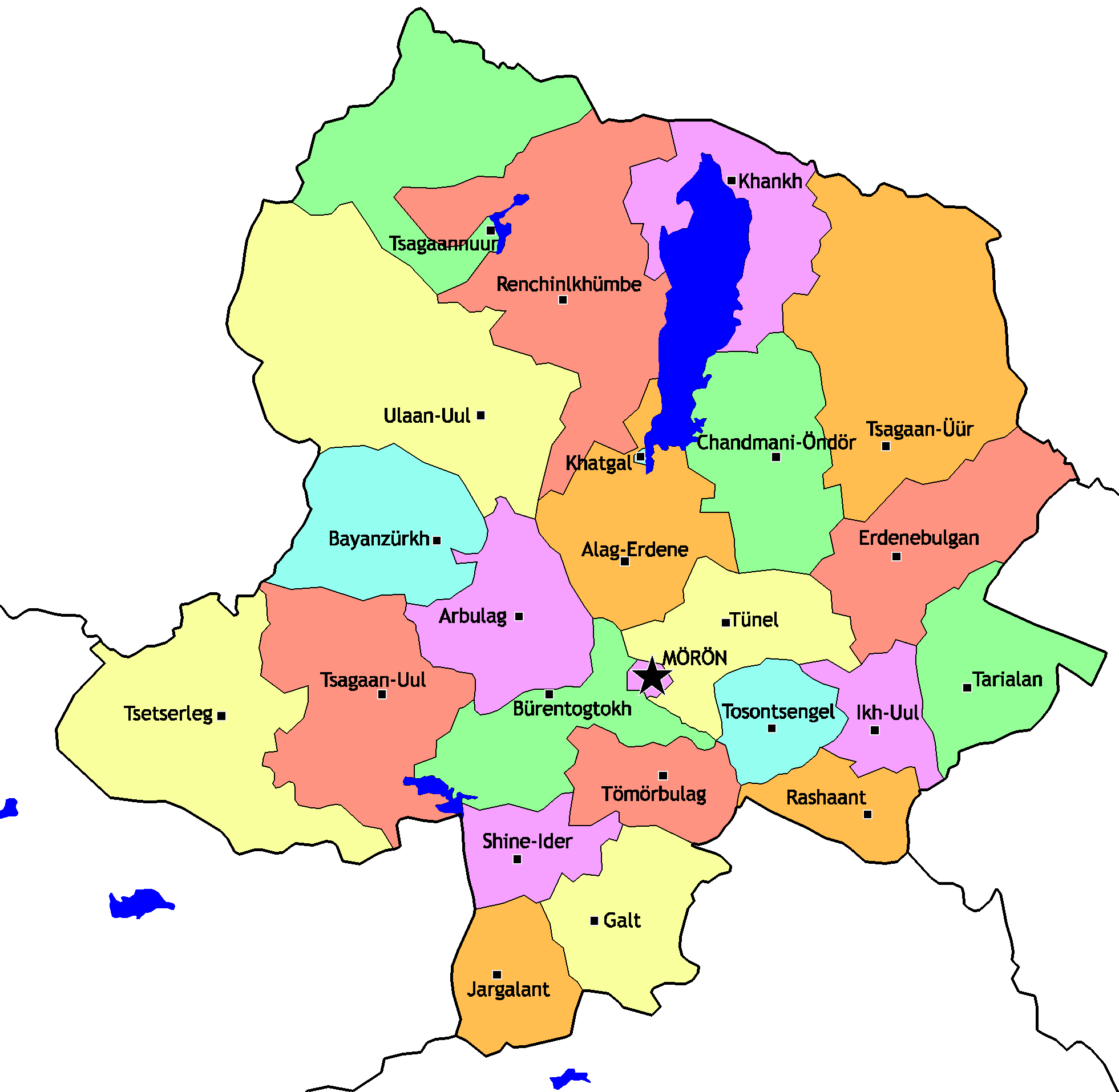
I sum della provincia del Hôvsgôl (nella traslitterazione anglosassone)

(*) La cittadina di Hatgal è il centro amministrativo del sum.

## Gallery

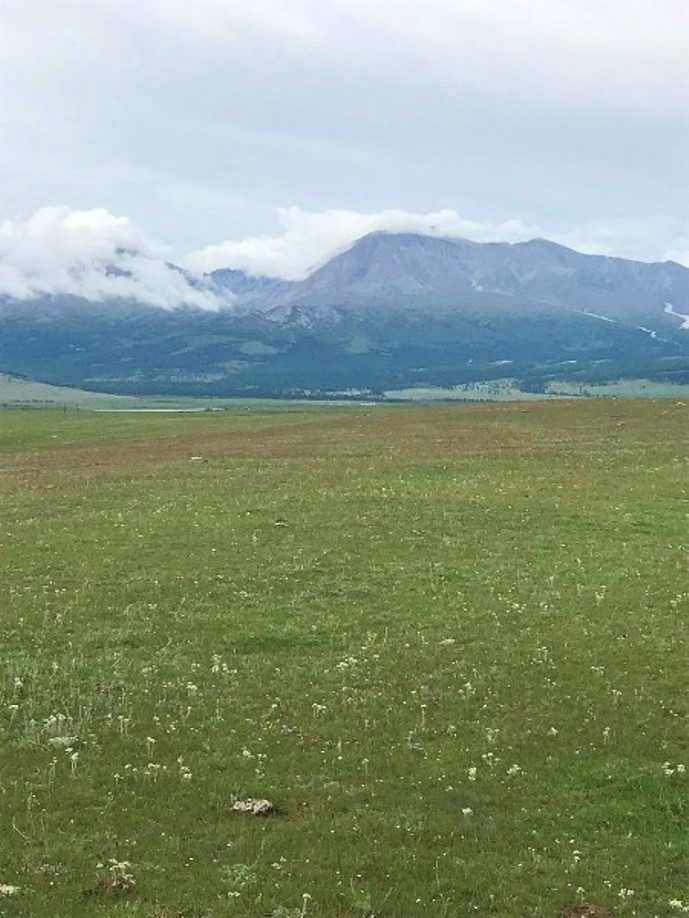
Paesaggio della provincia
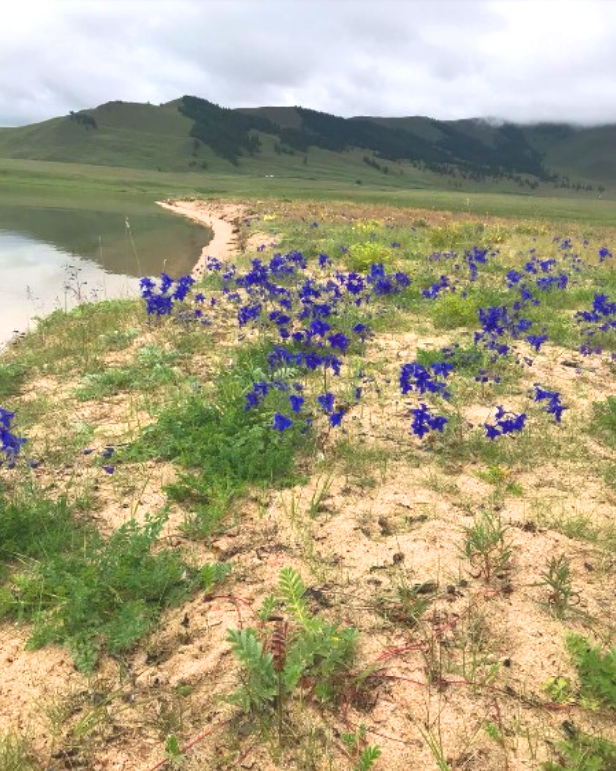
Flora steppica della provincia
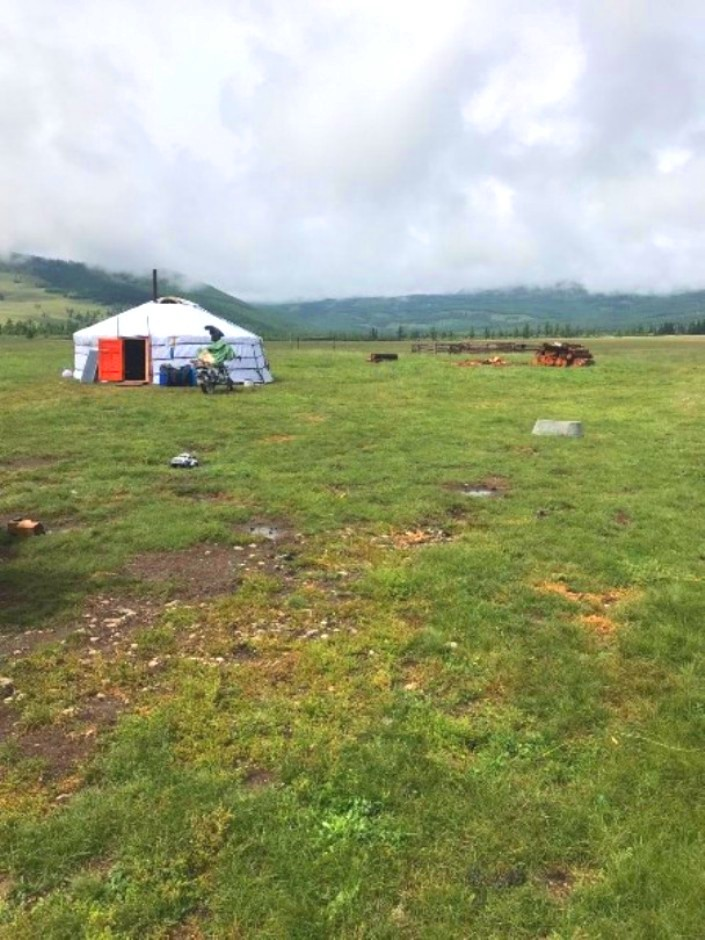
Yurta nomade
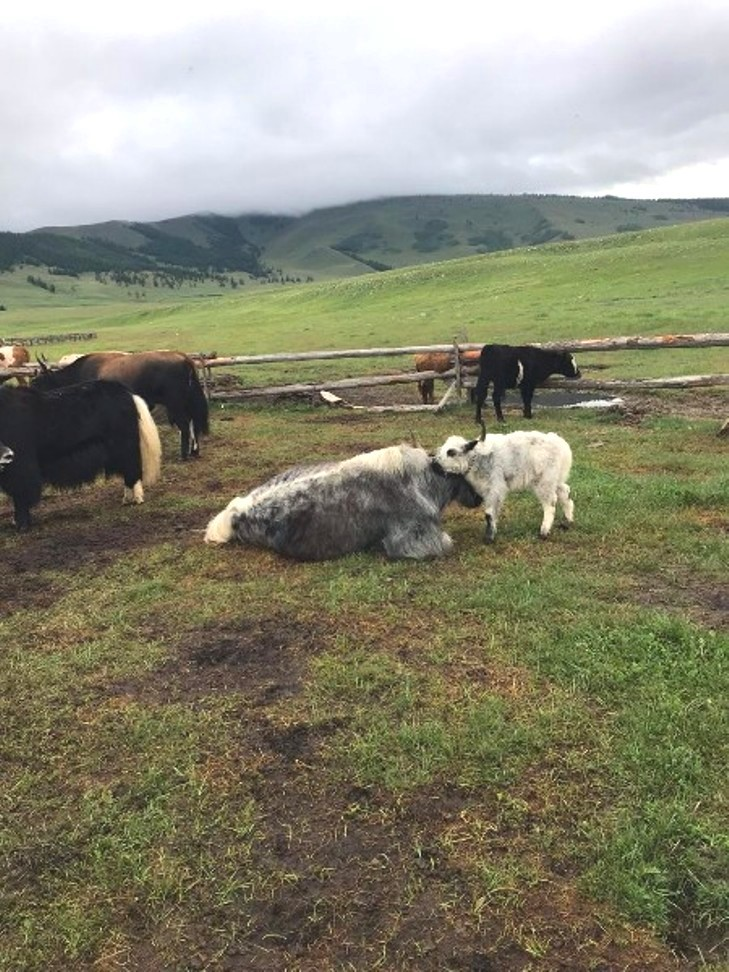
Bovini nomadi